# Trondheim

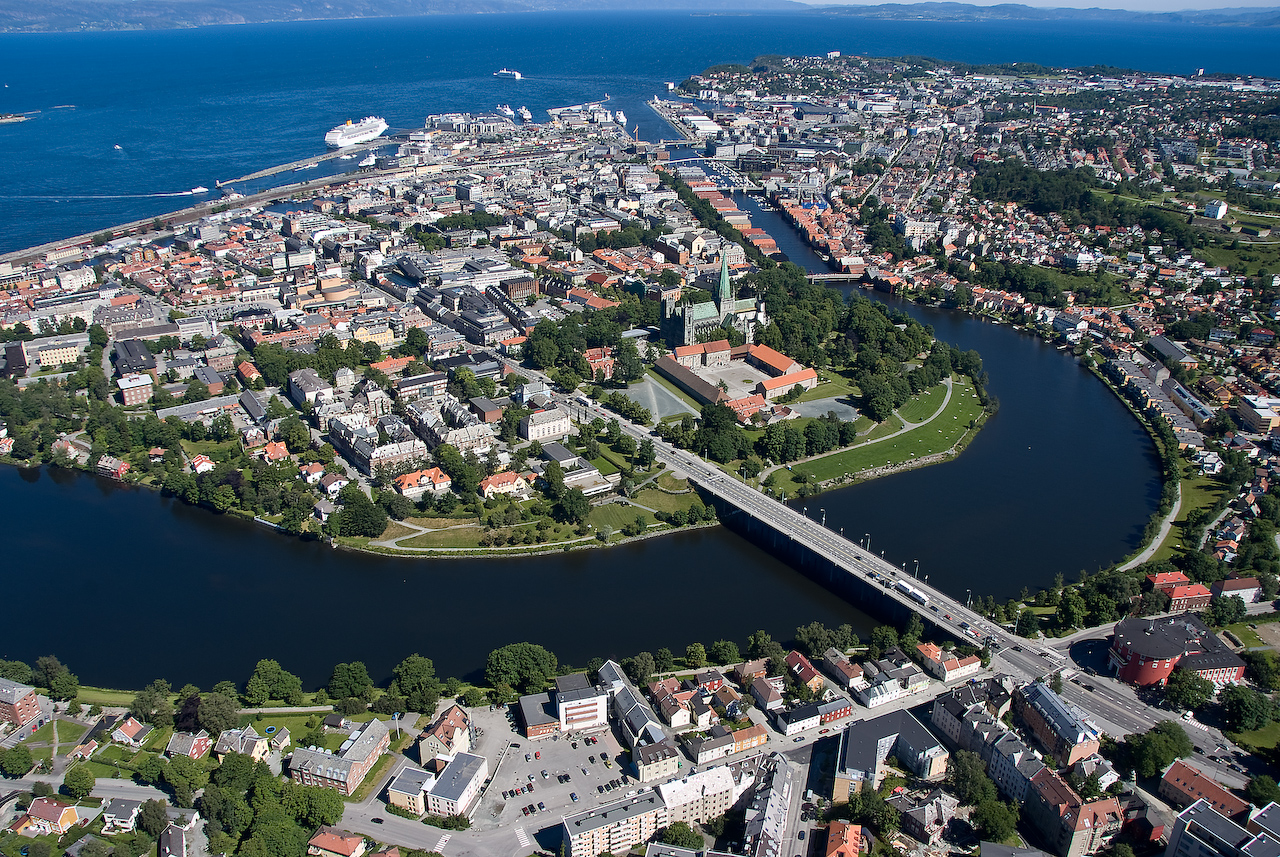
Blick in nordöstlicher Richtung über Trondheim: Die Nidelva kommt von links unten und mündet rechts oben in den Trondheimfjord.

Trondheim (norwegisch [ˈtrɔnhajm] oder [ˈtrɔnjæm] ⓘ, früher Trondhjem geschrieben, deutsch veraltet Drontheim) liegt an der Mündung des Flusses Nidelva in der Provinz (Fylke) Trøndelag in Norwegen und wurde 997 als Nidaros gegründet. Trondheim ist mit 216.518 Einwohnern (Stand 1. Januar 2025) nach Oslo und Bergen die drittgrößte Kommune des Landes. Mit einer Gesamtfläche von 529 Quadratkilometern umfasst sie neben dem Stadtgebiet seit 1964 die umliegenden Siedlungen.
Trondheim ist Sitz der Provinzregierung für Trøndelag und des Bistums Nidaros, in dem auch der Präses der Norwegischen Kirche angesiedelt ist. Ein großer Teil der 30.000 in Trondheim lebenden Studenten ist an der Technischen Universität Trondheim NTNU immatrikuliert. Das Universitätskrankenhaus St. Olavs Hospital beschäftigt etwa 10.000 Personen und hat eine Reihe von nationalen Spezialistenfunktionen.
Trondheim ist das Zentrum für den Einzelhandel und für die öffentliche Verwaltung von ganz Mittelnorwegen. Viele Betriebe in der Stadt bauen auf Technologie, die in Zusammenarbeit mit den Forschungsgemeinschaften an der Technischen Universität entwickelt worden ist.
Mit dem Flugplatz Værnes, mit Bahnverbindungen von Vy in Richtung Oslo, Bodø und Schweden und mit dem Hurtigruten-Kai ist Trondheim ein wichtiger Verkehrsknotenpunkt für den ganzen nördlichen Teil von Norwegen.
Die Stadt hat ein reiches Kulturangebot und ist unter anderem Sitz des Trøndelag-Symphonieorchesters, des Trøndelag-Theaters und der regionalen Jazzszene Dokkhuset. Eine Reihe von Museen und Galerien vermittelt bildende Kunst und Geschichte. Der in Trondheim ansässige Fußballklub Rosenborg Ballklub hat sich mehrmals für die UEFA Champions League qualifiziert.

## Name
Der mittelalterliche Name der Stadt Niðaróss ist aus dem Flussnamen Nið und altwestnordisch óss „Mündung“ zusammengesetzt und bedeutet also „Mündung des Nið“. Im Spätmittelalter verbreitete sich der Name Kaupangen i Trondheimen „Handelsplatz in Trondheim“, was in der offiziell gebräuchlichen dänischen Sprache zu Trondhjem verkürzt und danisiert wurde. Daneben war nach den Münzinschriften auch der Name Nidernes in Gebrauch.
Seit Erlangung der vollständigen norwegischen Unabhängigkeit im Jahr 1905 bemühten sich nationalistische Kreise überall im Land darum, dänische Namen durch die mittelalterlichen norwegischen Formen zu ersetzen (so geschehen im Fall von Oslo). Auf Betreiben des Kulturvereins Noregs Ungdomslag („Norwegische Jugendgruppe“) verabschiedete das norwegische Parlament schließlich 1929 ein Gesetz, wonach die Stadt zum 1. Januar 1930 in Nidaros zurückbenannt wurde. Diese ohne Einbindung der direkt Betroffenen vollzogene Umbenennung führte in Trondheim zu einem Proteststurm bei Bevölkerung und Stadtregierung. Es kam zudem zu einem Pressekrieg zwischen der neu gegründeten Zeitung Nidaros unter Håkon Løken und dem traditionsreichen Adresseavisen.
Das Parlament sah sich gezwungen, seine ursprüngliche Entscheidung zu modifizieren, und stimmte schließlich einem Kompromissvorschlag des Trondheimer Kaufmanns Ivar Lykke zu. Statt des danonorwegischen Namens Trondhjem plädierte Lykke für die neunorwegisierte Form Trondheim (mit dem für das Nynorsk typischen Diphthong -ei-). Die Niederlage von Nidaros führte zu einem Anzeigenboykott, der bis zur deutschen Besatzung 1940 andauerte. Der Name Trondheim gilt offiziell seit dem 6. März 1930, doch ist bis heute auch das ältere Trondhjem in Gebrauch.

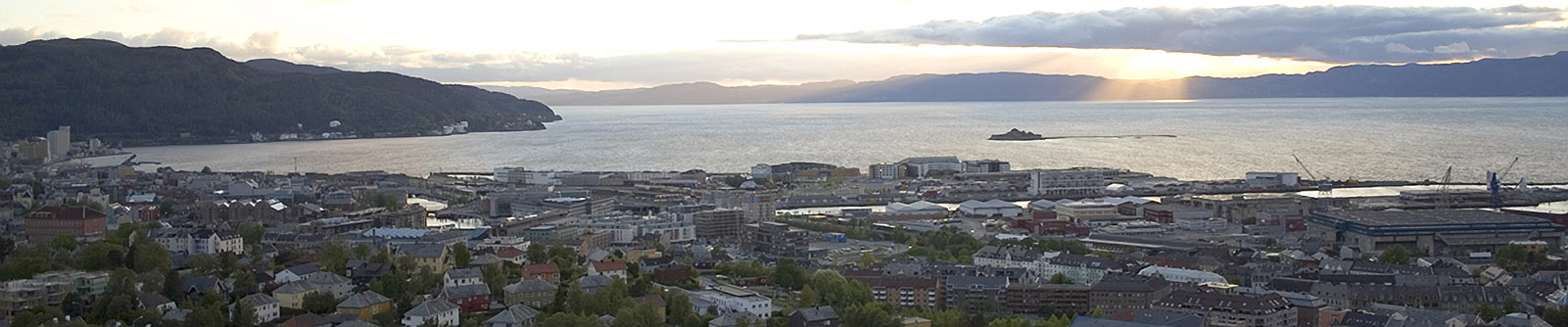
Blick in nordwestlicher Richtung auf Trondheim und die Insel Munkholmen im Trondheimfjord
Häuser an der Nidelva mit Nidarosdom (ganz links) und Bakke Bru (ganz rechts)

## Politik

### Kommunalwahl
- R: 3
- SV: 9
- Ap: 17
- V: 4
- Sp: 1
- MDG: 4
- INP: 1
- P: 3
- KrF: 1
- H: 20
- FrP: 4

Die letzte Kommunalwahl fand am 11. September 2023 statt.

## Geografie

### Lage

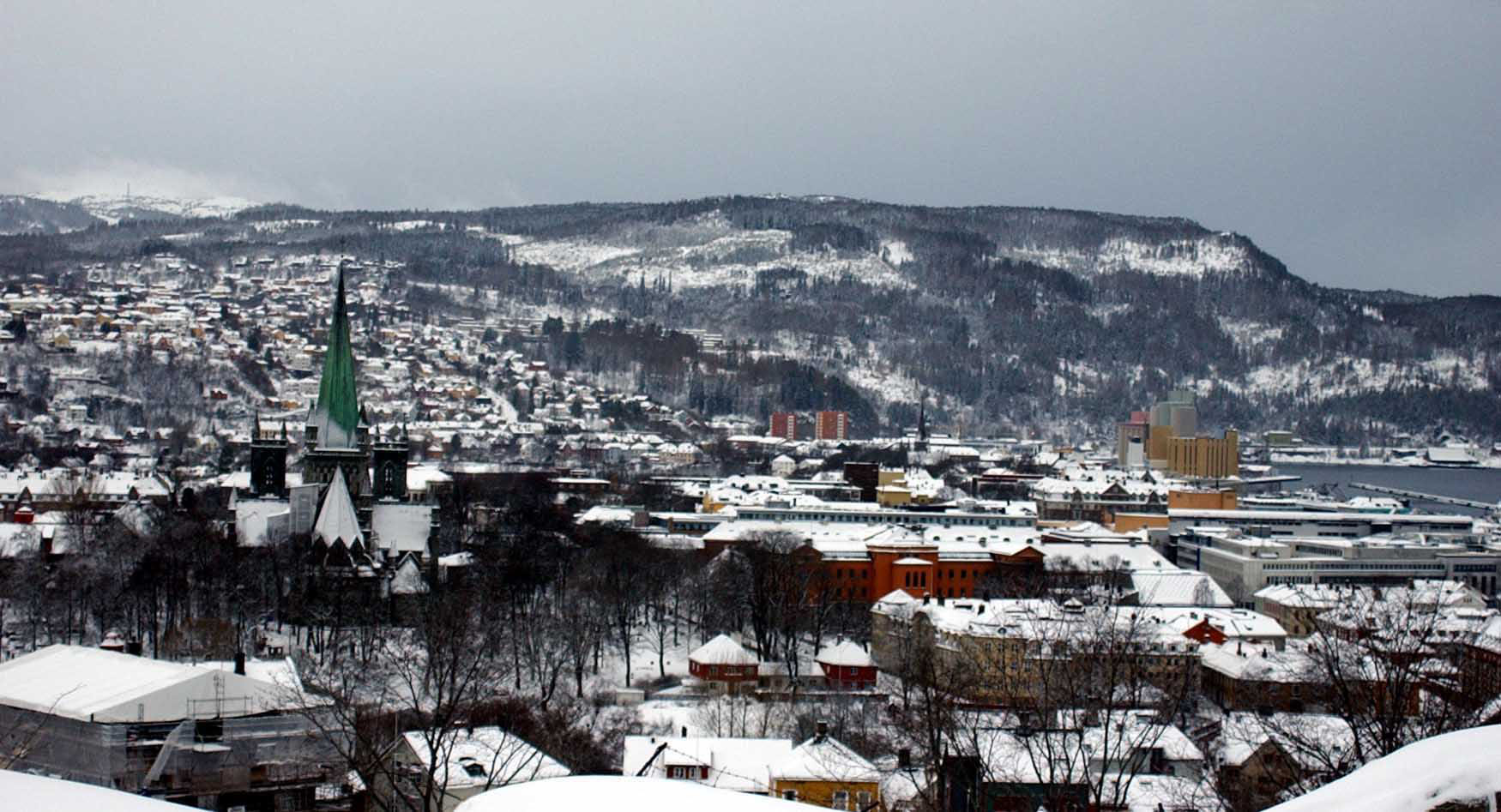
Blick von Singsaker in nordwestlicher Richtung über Trondheim, links die Türme des Nidarosdoms

Trondheim liegt an der Mündung des Flusses Nidelva auf der Position 63 Grad 25' nördlicher Breite und 10 Grad 24' östlicher Länge. Der Stadtkern liegt auf einer Halbinsel, die im Norden vom Trondheimsfjord und im Osten und Süden von der Nidelva begrenzt ist. Der Innenstadtbereich liegt auf einer nach Norden offenen Ebene, die im Osten und Westen von Hügelland mit Gipfeln von 250 bis 550 Metern Höhe abgegrenzt wird. Im Süden steigt die Ebene zum höher gelegenen Heimdalsplateau an.
Der Stadtkommune Trondheim wurden im Jahre 1964 die Landgemeinden Strinda, Byneset, Tiller und Leinstrand, die im Laufe der Jahre zu einem Teil des Stadtgebietes wurden, angegliedert. 2020 kam die Gemeinde Klæbu hinzu. Die Fläche der heutigen Kommune Trondheim umfasst 342,4 Quadratkilometer. In den Randbezirken der Kommune liegen große Flächen, die landwirtschaftlich genutzt werden, insgesamt etwa 17 % des Gesamtareals. Ungefähr 33 % des Gesamtareals der Kommune sind Waldbestände.
Die Einwohnerzahl beträgt 216.518 (Stand 1. Januar 2025) und lag am 1. Januar 2001 bei 150.166 (noch ohne das zu 2020 eingegliederte Klæbu). Die Bevölkerungsentwicklung erklärt sich aus der guten Arbeitsmarktlage in der Stadt und dem Wunsch der Bevölkerung nach einem vielseitigen Dienstleistungs- und Kulturangebot. Zu der gemeldeten Einwohnerzahl kommen noch etwa 15.000 Studenten, die in anderen Kommunen gemeldet sind. Insgesamt studieren etwa 30.000 Studenten in Trondheim, sodass etwa jeder sechste Einwohner der Stadt Student ist.
|                       | Jan  | Feb  | Mär  | Apr | Mai  | Jun  | Jul  | Aug  | Sep  | Okt | Nov  | Dez  |   |     |
| Mittl. Tagesmax. (°C) | 0,1  | 1,0  | 4,1  | 7,8 | 14,1 | 17,3 | 18,4 | 17,8 | 13,6 | 9,1 | 3,7  | 1,5  | ⌀ | 9,1 |
| Mittl. Tagesmin. (°C) | −6,5 | −5,7 | −3,0 | 0,3 | 5,0  | 8,8  | 10,3 | 9,8  | 6,6  | 3,3 | −2,0 | −4,8 | ⌀ | 1,9 |
|                       |      |      |      |     |      |      |      |      |      |     |      |      |   |     |
| Niederschlag (mm)     | 63   | 52   | 54   | 49  | 53   | 68   | 94   | 87   | 113  | 104 | 71   | 84   | Σ | 892 |
|                       |      |      |      |     |      |      |      |      |      |     |      |      |   |     |
| Regentage (d)         | 18   | 16   | 16   | 16  | 15   | 17   | 19   | 18   | 22   | 22  | 18   | 19   | Σ | 216 |

| −6,5 |

| −5,7 |

| −3,0 |

| 0,3 |

| 5,0 |

| 8,8 |

| 10,3 |

| 9,8 |

| 6,6 |

| 3,3 |

| −2,0 |

| −4,8 |

| −6,5 |

| −5,7 |

| −3,0 |

| 0,3 |

| 5,0 |

| 8,8 |

| 10,3 |

| 9,8 |

| 6,6 |

| 3,3 |

| −2,0 |

| −4,8 |

### Klima
Das Klima in Trondheim ist im Verhältnis zum übrigen Mittelnorwegen mild und feucht. Die Stadt liegt unter dem Einfluss der Polarklimazone im Norden und der gemäßigten Klimazone im Süden. Von Westen her liegt die Stadt unter Einfluss des Westwindgürtels der nördlichen Hemisphäre. Auf diese Weise ist das Wetter in Trondheim wenig stabil.
Die Jahresmitteltemperatur liegt bei 5,3 Grad, im Januar bei −3,1 und im Juni bis August bei 13,7 Grad. Der Tiefstwert der Temperatur wurde 1899 mit −26,1 und der Höchstwert 1901 mit 35,0 Grad gemessen. Der durchschnittliche Jahresniederschlag beträgt 892 mm (1961–1990) und die Stadt hat im Durchschnitt 200 Tage mit Niederschlägen. Etwa 70 bis 100 Tage liegt in Trondheim Schnee.

### Stadtgliederung
Am 1. Januar 2005 wurde eine neue Stadtgliederung eingeführt. Trondheim gliedert sich in vier Bezirke. Im Einzelnen:
- Midtbyen mit den Stadtteilen Stadtzentrum, Tyholt, Byåsen, Trolla und Ila.
- Østbyen mit Møllenberg, Nedre Elvehavn, Lade, Strindheim, Jakobsli, Vikåsen, Ranheim und Jervan.
- Lerkendal mit Lerkendal, Nardo, Flatåsen und Moholt.
- Heimdal mit Heimdal, Byneset, Tiller, Kolstad, Saupstad, Kattem, Tanem und Klæbu.

## Geschichte

### Mittelalter

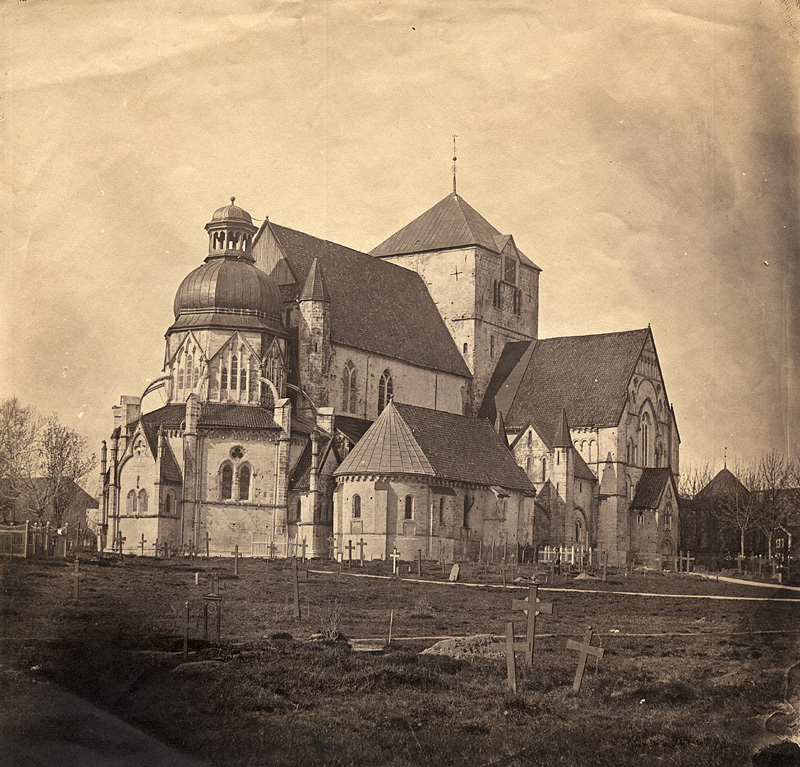
Der Nidarosdom in einer historischen Photographie (1857)

Etwa ab dem Jahr 950 gibt es Spuren eines Handelsplatzes auf der Halbinsel zwischen dem Fjord und der Mündung des Flusses Nidelva. Im Jahre 997 wurde Trondheim dort von König Olav I. Tryggvason als Stadt gegründet. Durch die günstige, leicht zu verteidigende Lage und den natürlichen Hafen an der Flussmündung konnte sich die Stadt zu einem blühenden Handelszentrum für die Region Trøndelag entwickeln. Trondheim war im Mittelalter Sitz des Königs und damit Hauptstadt Norwegens.
Trondheim war im Mittelalter auch das religiöse Zentrum des Landes und ein wichtiger Wallfahrtsort für Nordeuropa. Die Grundlage für die Wallfahrten war die Olavs-Tradition. Olav II. Haraldsson hatte versucht, das Land unter sich als christlichem König zu einigen, war aber im Jahre 1030 bei der Schlacht bei Stiklestad (im heutigen Verdal) geschlagen und tödlich verletzt worden. Schon im darauffolgenden Jahr wurde er heiliggesprochen und Wallfahrten zu seinem Schrein begannen. Seine Anhänger hatten seine sterblichen Überreste in das etwa 70 km südwestlich gelegene Trondheim überführt. Sie wurden zuerst in der von Olav Trygvasson gebauten Klemenskirche aufbewahrt und kurz darauf in die Christuskirche, den späteren Nidarosdom, überführt. 2016 fand ein Archäologenteam des Norsk institutt for kulturminneforskning (NIKU) die Reste der Klemenskirche, in der Olav heiliggesprochen wurde. Adam von Bremen schrieb, der Pilgerweg zum Nidarosdom habe im Oslofjord begonnen. Man sei von dort entweder mit dem Schiff nach Trondheim gefahren oder habe den beschwerlicheren Landweg genommen.
Im Jahre 1050 wurde Trondheim Bischofssitz unter dem Erzbistum Bremen. Die Kirche hatte nun bedeutende Einnahmen durch den Kirchenzehnten und eigenen Landbesitz. Zum Umsatz dieser Waren baute man die Handelsverbindungen von Trondheim nach Nordeuropa aus. Dies führte zu einem ständigen Wachstum der Stadt.

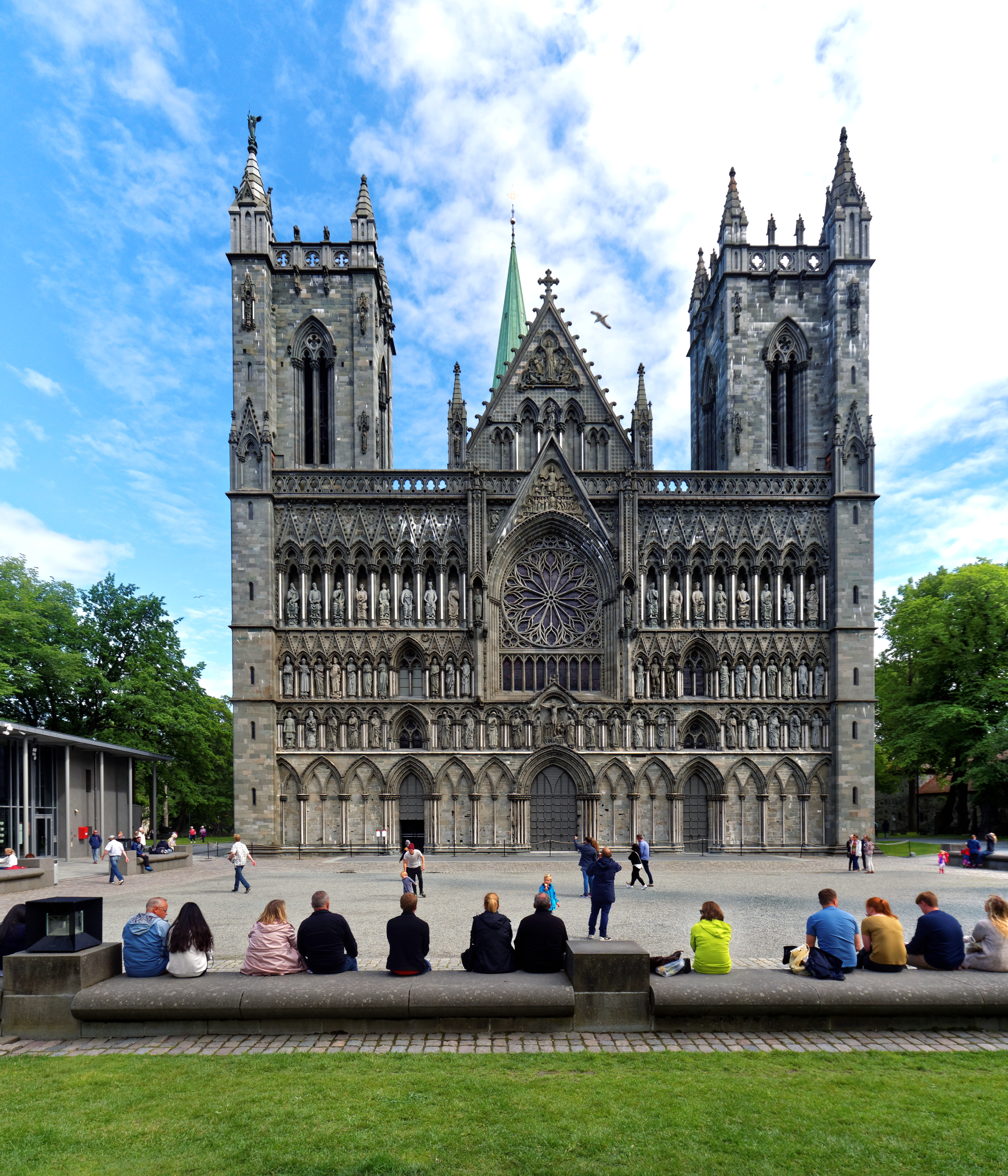
Fassade des Nidarosdoms

Im Jahre 1152 sandte Papst Anastasius IV. den Kardinalbischof Nikolaus Breakspear als Bevollmächtigten nach Norwegen. Dort errichtete dieser in Nidaros eine norwegische Kirchenprovinz mit einem Erzbischof. Norwegen war in vier Bistümer aufgeteilt; hinzu kamen die Bistümer auf den Färöern und auf Grönland.
Øystein war der zweite Erzbischof der norwegischen Kirchenprovinz. Er hatte eine Zeit lang im Exil in England gelebt und war dort mit der englischen Kirchenarchitektur bekannt geworden. Zurück in Trondheim begann er den Bau einer gotischen Kathedrale, die im Laufe des 13. Jahrhunderts weitgehend fertiggestellt war. Er errichtete auch einen befestigten Hof als Bischofsresidenz direkt bei der Kirche (norwegisch Erkebispegården). Eine Pest-Epidemie im Jahre 1349 führte dazu, dass ein Großteil der Bevölkerung starb. Damit stagnierte auch die Wirtschaft in der Stadt und im Umland.
Im Spätmittelalter änderte sich die Machtverteilung zwischen Kirche und Königsmacht. Mit der Reformation übernahm die Krone die Herrschaft über den Grundbesitz und damit die Einnahmen der Kirche. Norwegen und damit auch Trondheim verloren ihre Selbstständigkeit und wurden ein Teil des dänisch-norwegischen Reiches. Trondheim wurde Sitz des Statthalters der dänischen Krone. Seine Residenz war im früheren Hof des Erzbischofs.

### 17. und 18. Jahrhundert
Die Stadt Trondheim erlebte im 17. und 18. Jahrhundert eine wirtschaftliche und kulturelle Blütezeit. Grundlage des Wachstums war der Holz- und Fischhandel mit den nordeuropäischen Ländern. Auch der Export von Kupfer, das im Bergwerk und in der Hütte der Bergstadt Røros gewonnen wurde, trug zum wirtschaftlichen Wachstum bei.
Eine kleine Gruppe von Kaufmannsfamilien stand an der Spitze dieses Handels. Viele von ihnen waren im 17. Jahrhundert aus Südschleswig (besonders Flensburg) nach Trondheim ausgewandert, denn das Herzogtum Schleswig war auch ein Teil des dänisch-norwegischen Reiches. Der Reichtum dieser Epoche ist noch heute an den prächtigen Bauten dieser Zeit sichtbar. Ein Beispiel ist der sog. Stiftshof (norw. Stiftsgården), das größte aus Holz gebaute Palais Skandinaviens.

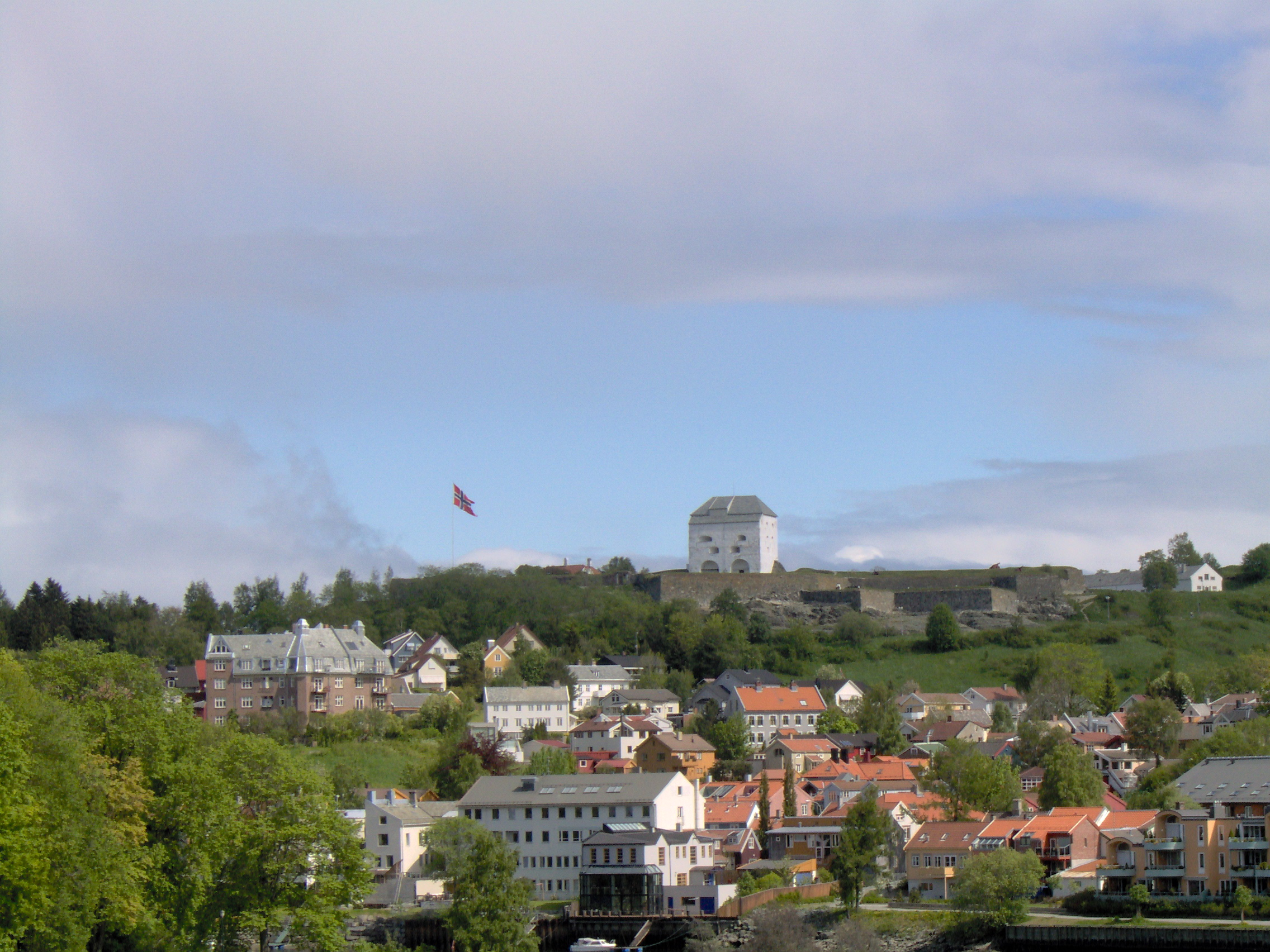
Festung Kristiansten

Weiterhin wurde die Stadt oft von verheerenden Bränden heimgesucht. Bei einem Brand im Jahre 1681 brannte die Innenstadt bis auf die zwei größten Kirchen ab. Dies führte dazu, dass der König einen Generalplan für die Stadt festlegte. Er wurde nach kontinentalem Vorbild von General Caspar Cicignon entwickelt. Der Plan legte zwei breite Hauptachsen fest, die sich auf dem Markt kreuzten. Der Rest der Straßen wurde in einem Schachbrettmuster angelegt. Cicignons Stadtplan hat sich nie vollständig durchsetzen können, sodass es auch heute noch kleine Stadtviertel mit verwinkelten Gassen (norw. veiten) gibt, die dem Straßenverlauf des Mittelalters folgen.
Neben der Sicherung vor Bränden war auch die Verteidigung der Stadt ein wichtiger Gesichtspunkt für die Stadtplanung. Im 17. Jahrhundert stand Dänemark-Norwegen im Konflikt mit Schweden. So entstand nach dem Stadtbrand von 1681 auf einer Anhöhe außerhalb des Stadtzentrums die Festung Kristiansten, um die Stadt vor Angriffen aus dem Osten verteidigen zu können. Als Verbindung von den Kasernen in der Innenstadt zur Festung wurde eine neue Stadtbrücke über den Fluss Nidelva angelegt.

### Moderne
Im 19. Jahrhundert begann auch in Trondheim eine industrielle Entwicklung. Das erste Industriegebiet lag auf der Ostseite des Flusses Nidelva. Wichtige Betriebe waren Ziegeleien, mechanische Betriebe und Werften. In der nahen Umgebung entstanden Wohngebiete für Arbeiter. Einer dieser Stadtteile, Bakklandet, war lange Jahre dem Verfall ausgesetzt, wurde aber in den 1960er Jahren unter Schutz gestellt. Nach langjährigen Restaurierungsarbeiten kann man heute das Stadtbild des 19. Jahrhunderts hier wieder erleben. Eine wirtschaftliche Blüte erlebte auch der Stadtteil Fossegrenda.
Die Werft Trondhjems Mekaniske Værksted TMV war lange Jahre der größte Arbeitsplatz der Stadt, mit bis zu 700 Mitarbeitern. Sie wurde 1872 am Ostufer der Nidelva gegründet, aber schon wenige Jahre später aus Platzmangel an die Mündung des Flusses umgesiedelt. Der Betrieb musste 1982 auf Grund mangelnder Wirtschaftlichkeit geschlossen werden. Das Betriebsgelände wurde ab Anfang des 21. Jahrhunderts zum Stadtteil Nedre Elvehavn umfunktioniert, mit Restaurants, Einkaufszentrum und Wohnungen.
Ende des 19. Jahrhunderts wuchs die Stadt weiter. Grund war der wirtschaftliche Aufschwung nach Anschluss an das norwegische (1877) und das schwedische Eisenbahnnetz (1881).
Während des Zweiten Weltkriegs war Trondheim durch das Unternehmen Weserübung von April 1940 bis zum Ende im Mai 1945 von deutschen Truppen besetzt. Bereits vor dem Krieg wurde von deutschen Strategen die militärische Bedeutung der Städte an der norwegischen Küste diskutiert, und bald nach Kriegsbeginn gab es Pläne für eine Marinebasis „Neu Drontheim“. Von dieser Zeit zeugen noch zum Beispiel Fundamente von Fliegerabwehrkanonen sowie die beiden U-Boot-Bunker Dora 1 und Dora 2. Die Festung Kristiansten wurde als Hinrichtungsstätte für Widerstandskämpfer genutzt.
Im Zuge der Kommunalreform in Norwegen wurde Klæbu zum 1. Januar 2020 mit Trondheim zusammengelegt.

## Kulturhistorische Gebiete und Sehenswürdigkeiten

### Kanalhafen

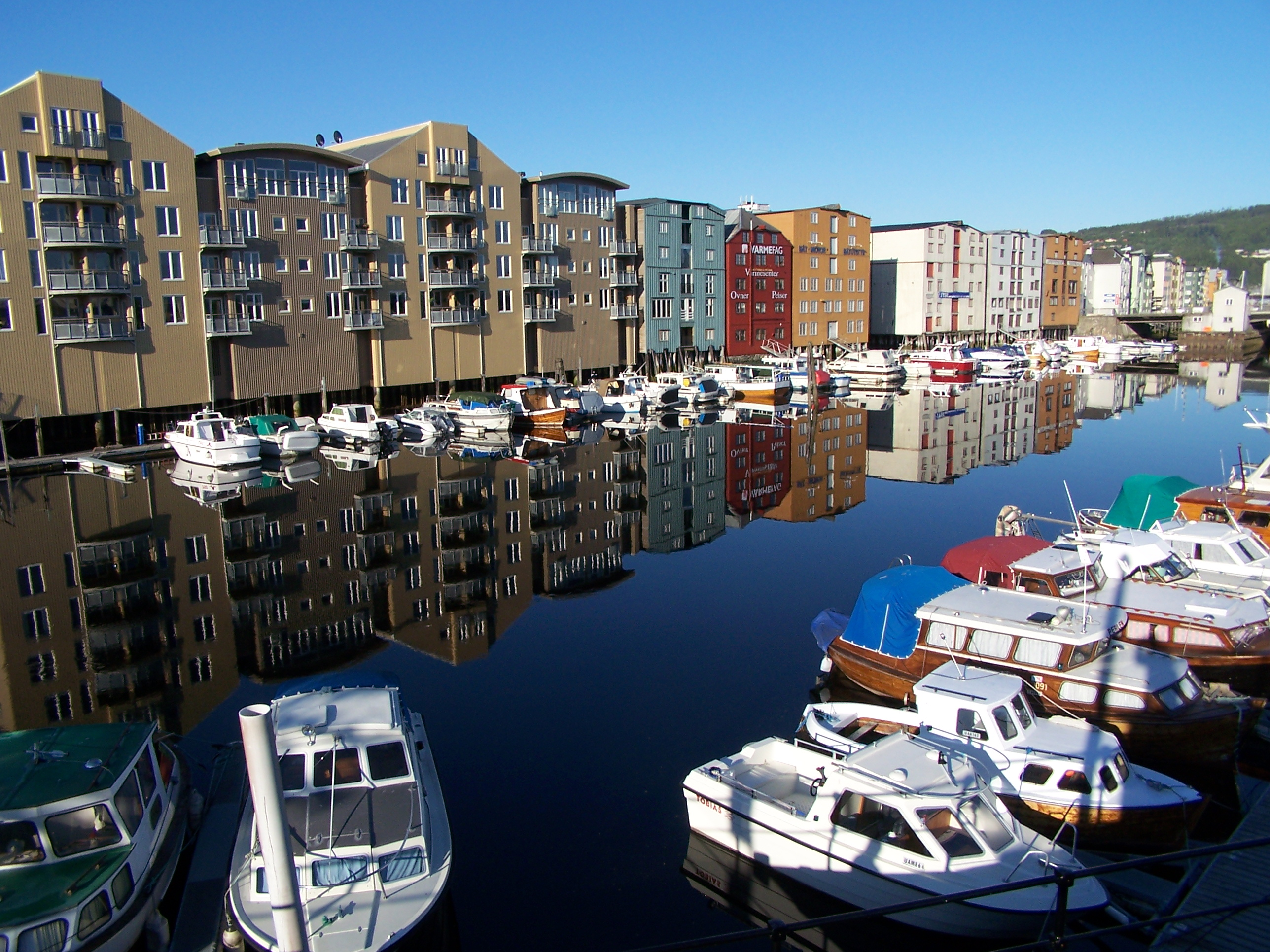
Der Hafen von Trondheim am Bahnhof

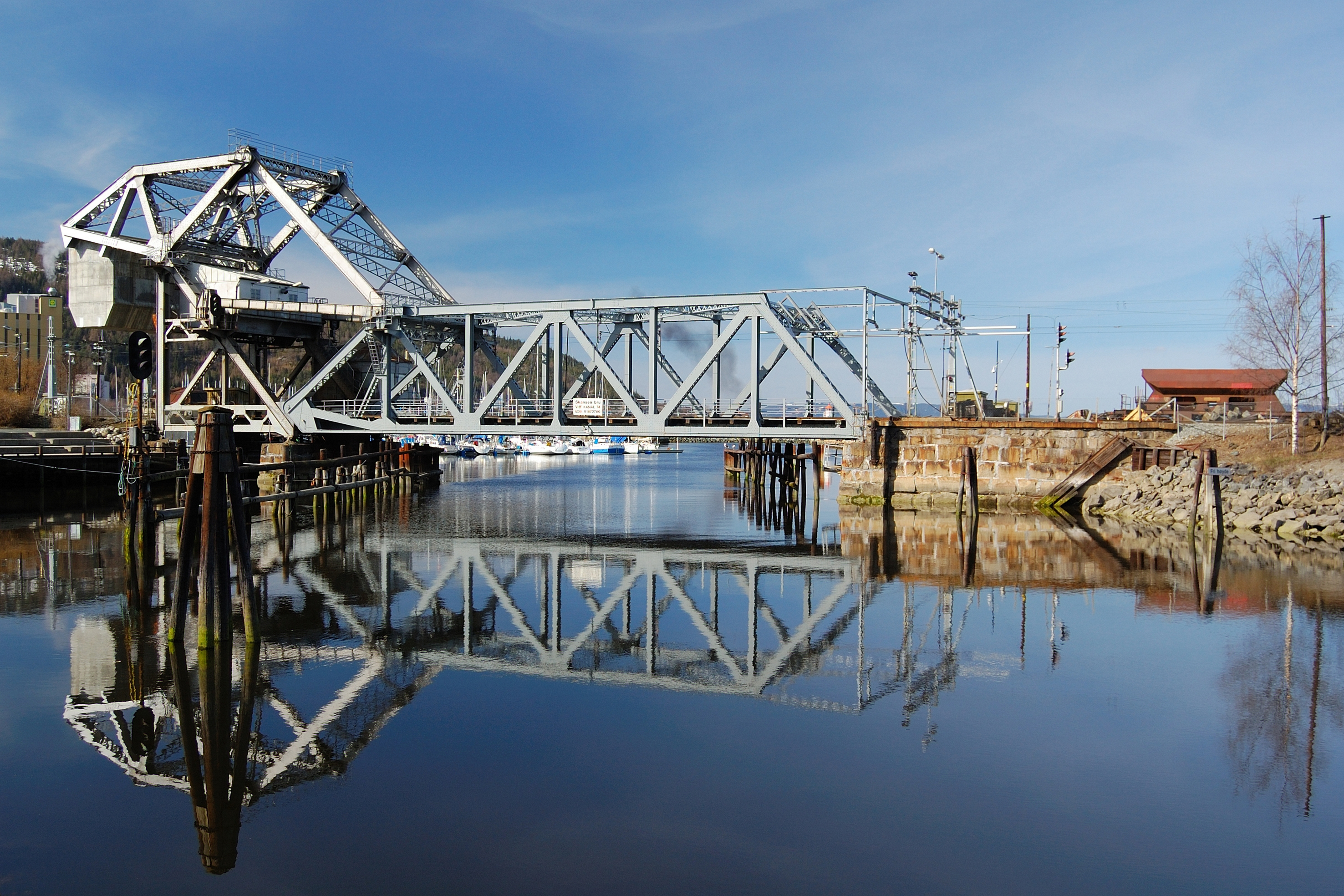
Skansenbrücke am Kanal in Trondheim

Der Kanalhafen (norw. Kanalhavna) grenzt die Innenstadthalbinsel in Richtung Norden ab. Er wurde Mitte des 19. Jahrhunderts im Rahmen eines neuen Hafenplans für die Stadt geschaffen. An der Südseite des Kanalhafens findet man eine Reihe der für Trondheim typischen Lagerhäuser, die direkt am Wasser liegen. Auf der nördlichen Seite des Kanalhafens befindet sich der Hauptbahnhof, der die Meråkerbahn (Schweden) und die Nordlandsbahn (Bodø) mit der Rørosbahn und der Dovrebahn (Oslo) verbindet.
Bis Mitte des 20. Jahrhunderts war der westliche Teil des Kanalhafens Anlaufstelle für Fähren zur Halbinsel Fosen und damit ein wichtiger Verkehrsknotenpunkt. Weiter westlich im Kanalhafen befindet sich der alte Fischmarkt Ravnkloa, der auch Anlegestelle für die Personenfähre zur Insel Munkholmen ist (Saisonbetrieb). Die Klappbrücke Skansenbrua, die Anfang des 20. Jahrhunderts von dem amerikanischen Architekten Joseph B. Strauss konstruiert wurde, ermöglicht die Einfahrt von Schiffen in die westliche Einfahrt des Kanalhafens.

### Gassen
Nach dem großen Stadtbrand von 1681 wurde die Innenstadt grundlegend umstrukturiert. Breite Avenuen und Straßen ersetzten die schmalen Gassen, die teilweise auf das Straßenmuster im Mittelalter zurückgingen. Auf diese Weise sollten neue Brände verhindert werden. Doch in einigen Vierteln hielten die alten Gassen stand. Noch heute findet man solche Viertel südlich des Kanalhafens.
Der norwegische Name Veite spielt auf die alte Funktion der Gassen als Kloake an, in einer Zeit, in der es noch keine Kanalisation gab. Ein Grund für den Bestand der Veiten waren die brandsicheren Keller, mit denen viele Häuser ausgestattet waren. Hier lagerte man sein Hab und Gut im Falle eines Brandes. Nach einem Brand wurde ein Haus deshalb gern wieder auf seinem alten Fundament aufgebaut.

### Stiftsgården

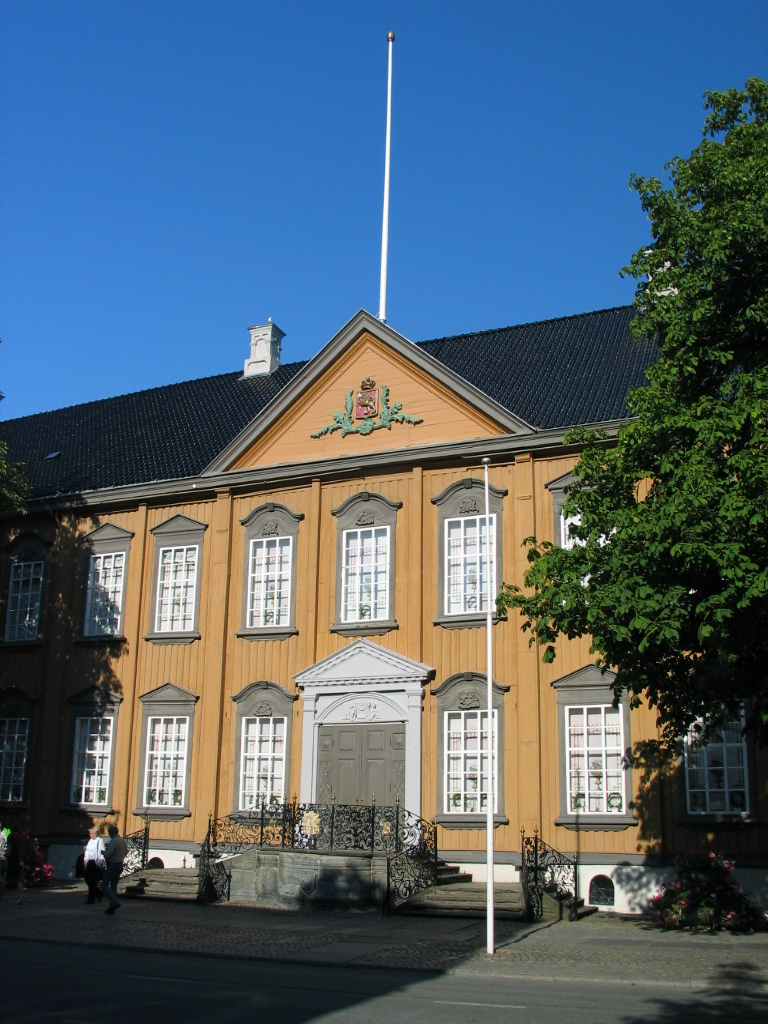
Stiftsgården

Stiftsgården (Hof des Stiftsamtsmanns) ist das größte Holzpalais Skandinaviens und wurde in den 1770er Jahren im Auftrag der Geheimrätin Cecilie Christine Schøller errichtet. Sie war Generalstochter und hatte in eine reiche Kaufmannsfamilie geheiratet. Der Stiftsgården wurde nicht als Wohnung, sondern als Treffpunkt für die führende Schicht der Stadt gebaut, unter ihnen die Kaufmannsfamilien, die zu dieser Zeit das Wirtschaftsleben in der Region beherrschten. Als Architekt, zumindest aber stilistischer Anreger, wird der außerordentlich vielseitige Johan Daniel Berlin erwähnt.
Der Bau im klassizistischen Stil wurde nach dänischen Vorbildern entworfen. Das Haupthaus hat eine Breite von 58 Metern und wird von zwei Flügeln flankiert. Die Deckenhöhe im Haupthaus beträgt 4,3 Meter. Zwischen den zwei Hauptetagen ist eine Zwischendecke eingezogen, um den Schall zu dämmen. Die Gesamtgrundfläche des Gebäudes beträgt 4000 Quadratmeter, verteilt auf 140 Räume. Das Innere des Hauptgebäudes ist im Barockstil gehalten und durchgehende Flügeltüren verleihen ihm das Gepräge eines Schlosses. 1906 wurde der Stiftsgården zur offiziellen Residenz des Königs in Trondheim.

### Marktplatz

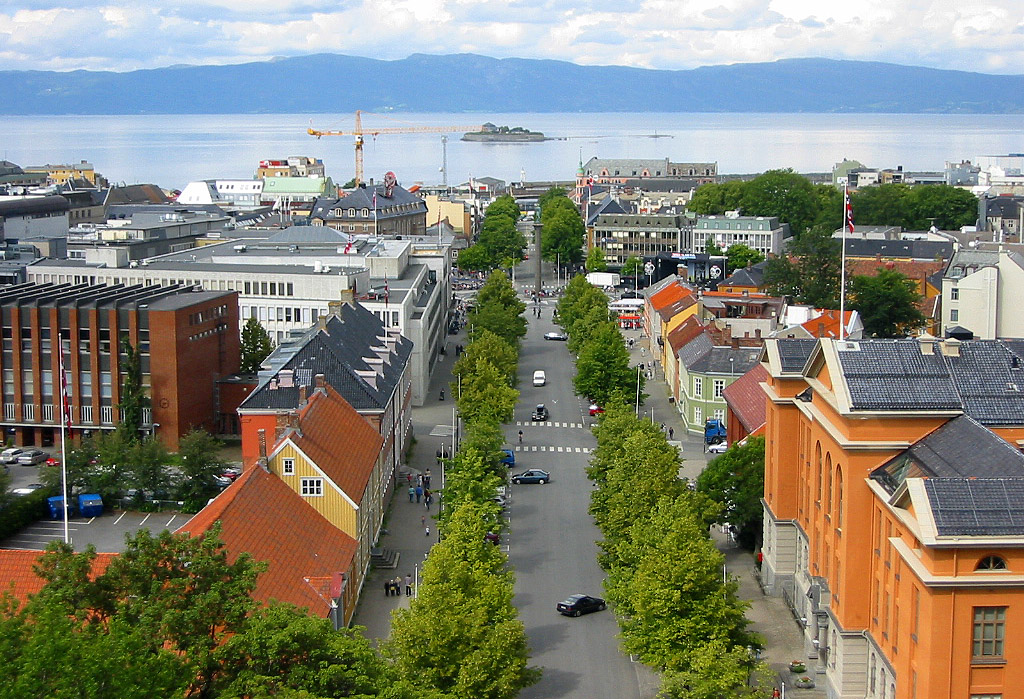
Blick vom Dom in Richtung Marktplatz

Der Marktplatz (norw. Torget) war das Zentrum der neuen Innenstadt, die im 17. Jahrhundert auf Grundlage des Stadtplans von General Caspar Cicignon geschaffen wurde. Hier treffen sich die beiden Hauptachsen des Stadtplans: In Ost-West-Richtung führt die Kongens gate an der mittelalterlichen Marienkirche Vår Frue kirke vorbei. Die kreuzende Munkegata ist in Richtung Süden auf den Nidarosdom und in Richtung Norden auf die sich im Fjord befindende Insel Munkholmen ausgerichtet. Die breiten Straßen sollten die Innenstadt in Viertel teilen und damit einen neuen verheerenden Brand wie im Jahre 1681 verhindern. Eine Bepflanzung mit Bäumen entlang der Straßen sollte einen Überschlag von Funken verhindern.
Im Jahre 1920 wurde in der Mitte des Markts eine 17 Meter hohe Säule mit einer überlebensgroßen Statue des Stadtgründers und Wikingerkönigs Olav I Trygvason aufgestellt. Sie bildet zusammen mit der Pflasterung des Platzes eine riesige Sonnenuhr. Die Pflasterung hat zusätzlich die Form einer Windrose und erinnert damit an die Navigationskunst der Wikinger.

### Nidarosdom und Bischofsresidenz

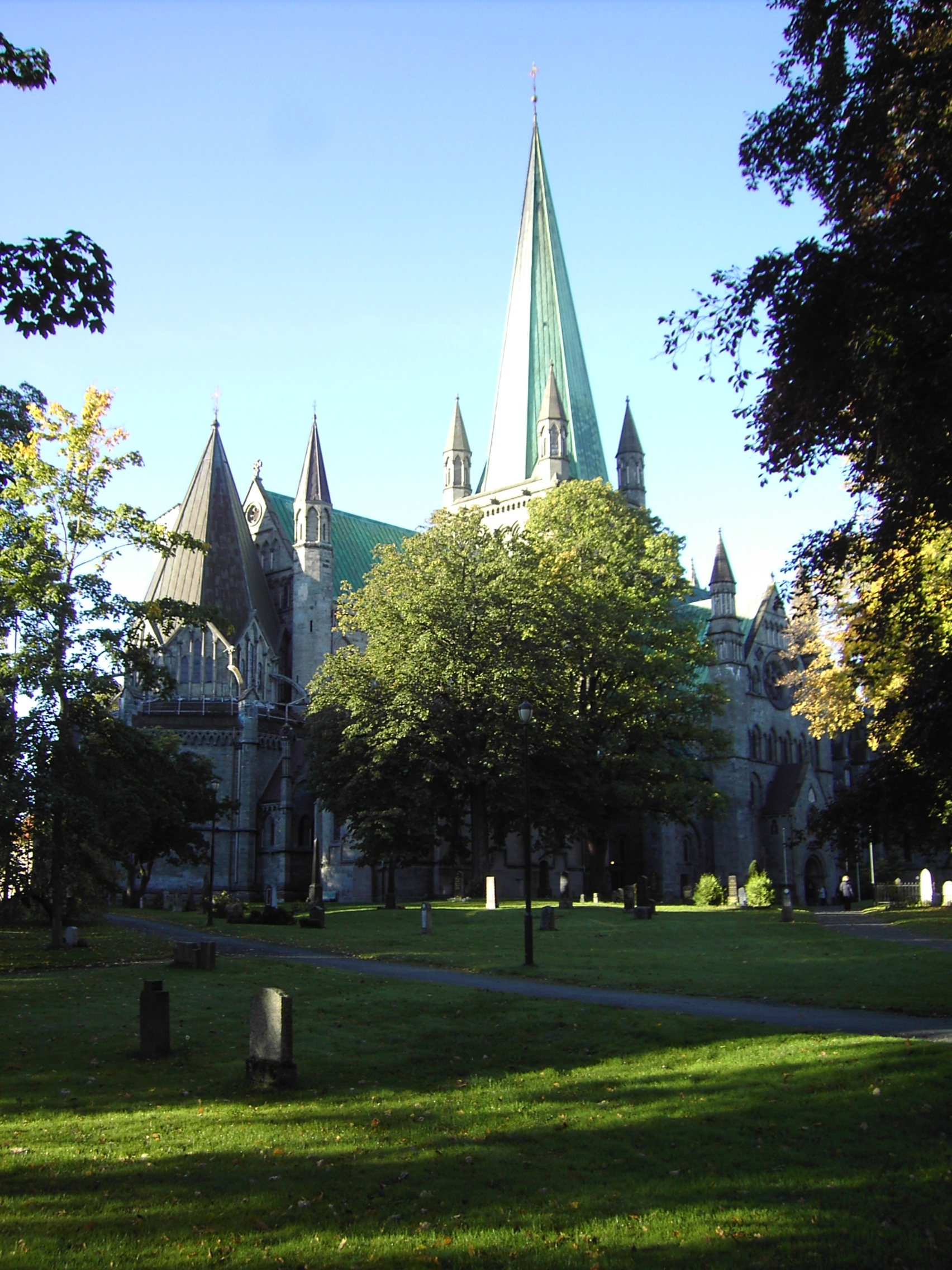
Nidarosdom

Das Gebiet um den Nidarosdom war seit der Zeit der Stadtgründung das Gebiet des Königs. Lange Zeit lag es außerhalb des mittelalterlichen Stadtkerns auf einer kleinen Anhöhe, die sich entlang des Flusses Nidelva im Norden der Zentrumshalbinsel erstreckte. Im Zuge der Christianisierung wurde in der Nähe des alten Königshofes eine kleine Holzkirche errichtet, die Christuskirche. Sie wurde im 11. Jahrhundert durch eine Steinkirche ersetzt, als der Kultus um den Schrein des Heiligen Olav (Olav II. Haraldson) ständig mehr Pilger anzog. Die Kirche bildete den Ausgangspunkt der erst romanischen und später gotischen Kathedrale, die heute Nidarosdom genannt wird. Sie erreichte ihre größte Ausdehnung im 13. Jahrhundert, als Trondheim Bischofssitz geworden war.

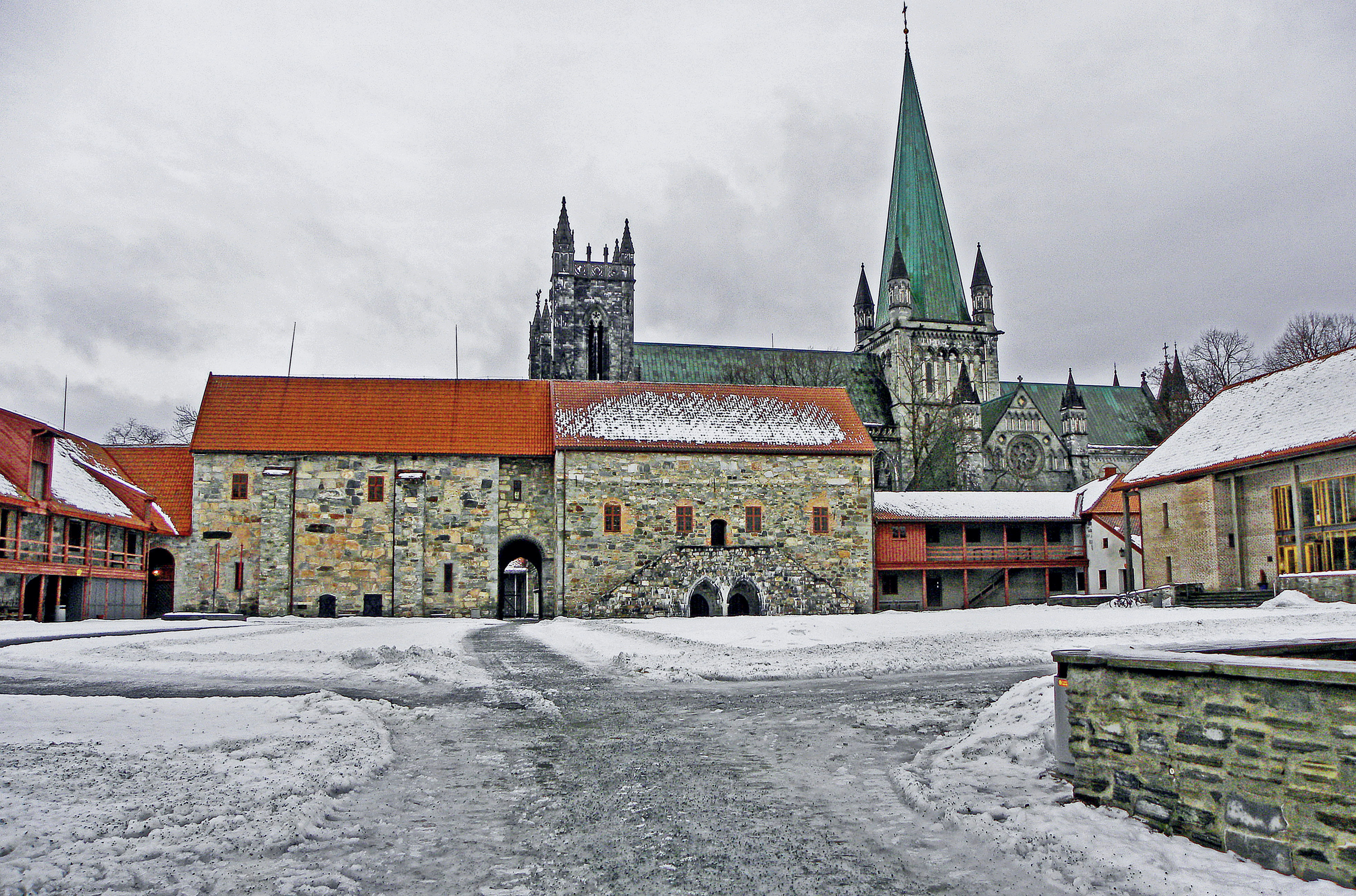
Erzbischöflicher Hof

Zu dieser Zeit wurde auch die Bischofsresidenz (norw. Erkebispegården) stark erweitert. Der Gebäudekomplex zählt zu den besterhaltenen seiner Art in Europa und ist zudem das älteste weltliche Gebäude in ganz Skandinavien. Sie wurde im Laufe des Spätmittelalters zu einer geschlossenen Burg ausgebaut. Hier lag das Verwaltungszentrum des Bistums und die Einnahmen des Bischofs aus dem Zehnten und den Abgaben der Verpächter wurden hier entgegengenommen, registriert und umgesetzt. Der Westflügel, der dem Nidarosdom am nächsten steht, entstand im 15. Jahrhundert. Das sogenannte Waagenhaus, mit dem Tor zum Innenhof, enthält Kellergewölbe, welche jetzt die Kronjuwelen des norwegischen Königshauses beherbergen. Im ersten Stock befindet sich die große Festhalle.

### Gamle Bybroen und Bakklandet

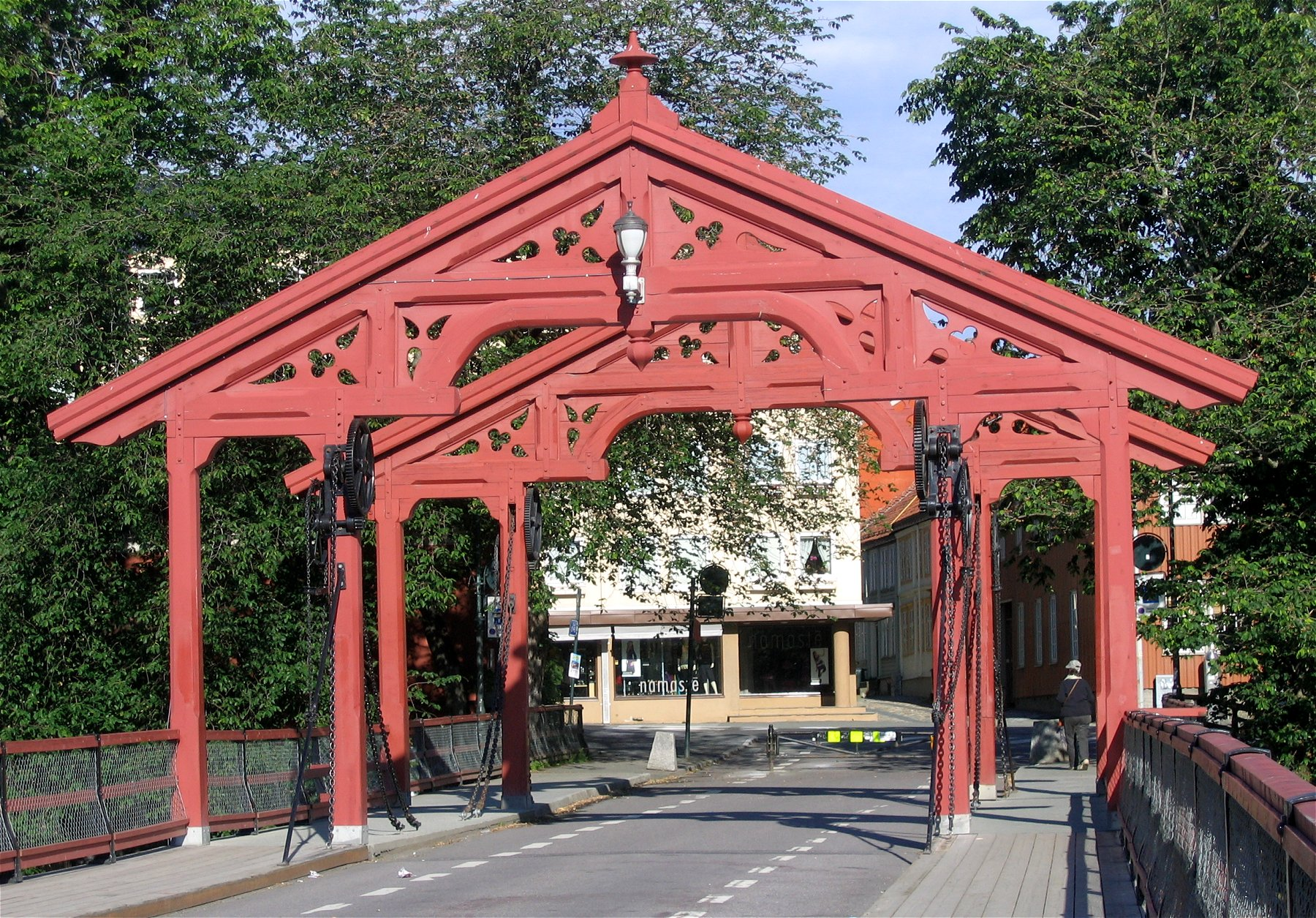
Die Holzbrücke Gamle Bybroen

Die „alte Stadtbrücke“ (norw. Gamle bybroen) aus dem Jahre 1862 verbindet die Zentrumshalbinsel mit dem Stadtteil Bakklandet, der für seine kleinen Holzhäuser bekannt ist, die heute Cafés, Werkstätten und Boutiquen beherbergen. Der Stadtteil entstand im 17. Jahrhundert mit dem Bau der ersten neuen Stadtbrücke, die das Zentrum mit der Festung Kristiansten verband. Sie war Teil des von Caspar Cicignon geschaffenen Stadtplanes.
Am Ostufer des Flusses entstand das Industrieviertel der Stadt. Südlich der Stadtbrücke befand sich seit dem 13. Jahrhundert eine Ziegelei, die bis ins 20. Jahrhundert in Betrieb war. Das Hauptgebäude ist heute in ein Wohngebäude umgewandelt. Weiter in Richtung Flussmündung wurden Werften für den Neubau und die Reparatur von Schiffen gebaut. Hiervon zeugt heute noch der alte Kranplatz (norw. Krana) direkt unterhalb der alten Stadtbrücke. Die Werften wurden auf Grund von Platzmangel später weiter unten am Fluss angesiedelt.

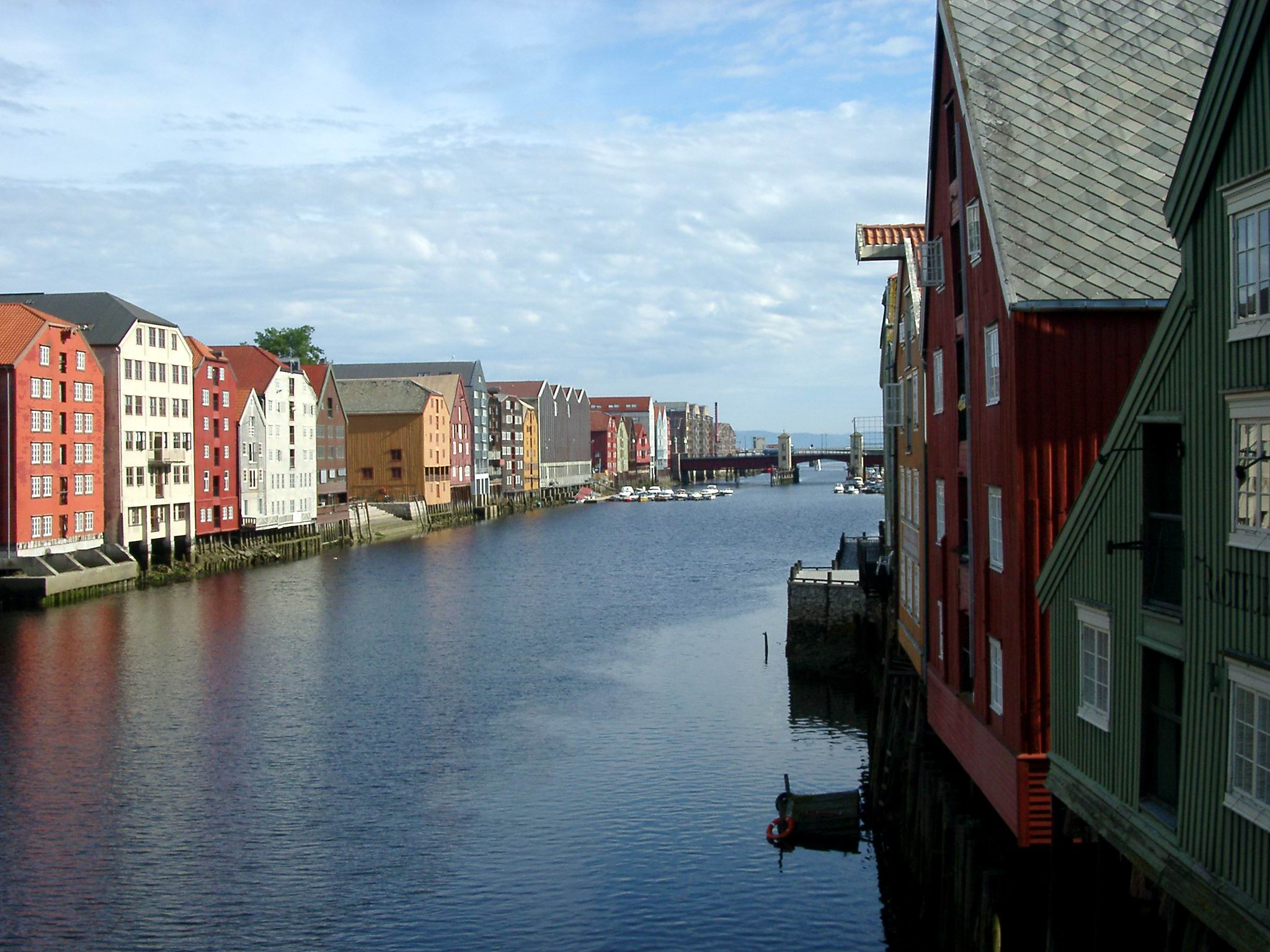
Speicherhäuser an der Nidelva

Auch ein Teil des Hafens wurde an der Ostseite des Flusses angesiedelt. Um neue Stadtbrände zu verhindern, lagerte man hier seit dem 18. Jahrhundert brennbare Güter. Schiffe, die Feuer an Bord hatten, mussten hier ihre Waren löschen. Auf diese Weise entstand auch auf dieser Seite des Flusshafens (norw. Elvehavna) eine Reihe von Lagerhäusern.
Durch die Industriegründungen entstand an der Ostseite des Flusses das Arbeiterviertel Bakklandet mit Häusern, die ineinander verschachtelt waren und dicht aneinander lagen. Mitte des 20. Jahrhunderts gab es Pläne, den Stadtteil zu sanieren. Diese wurden jedoch auf Grund der Proteste der Bakkländer nicht verwirklicht. Viele Häuser sind im Laufe der letzten Jahrzehnte restauriert und in Geschäfte, Cafés und exklusive Wohnungen umgewandelt worden. Dadurch ist der Stadtteil zu einem Magnet für Einheimische und Touristen geworden.

### Insel Munkholmen

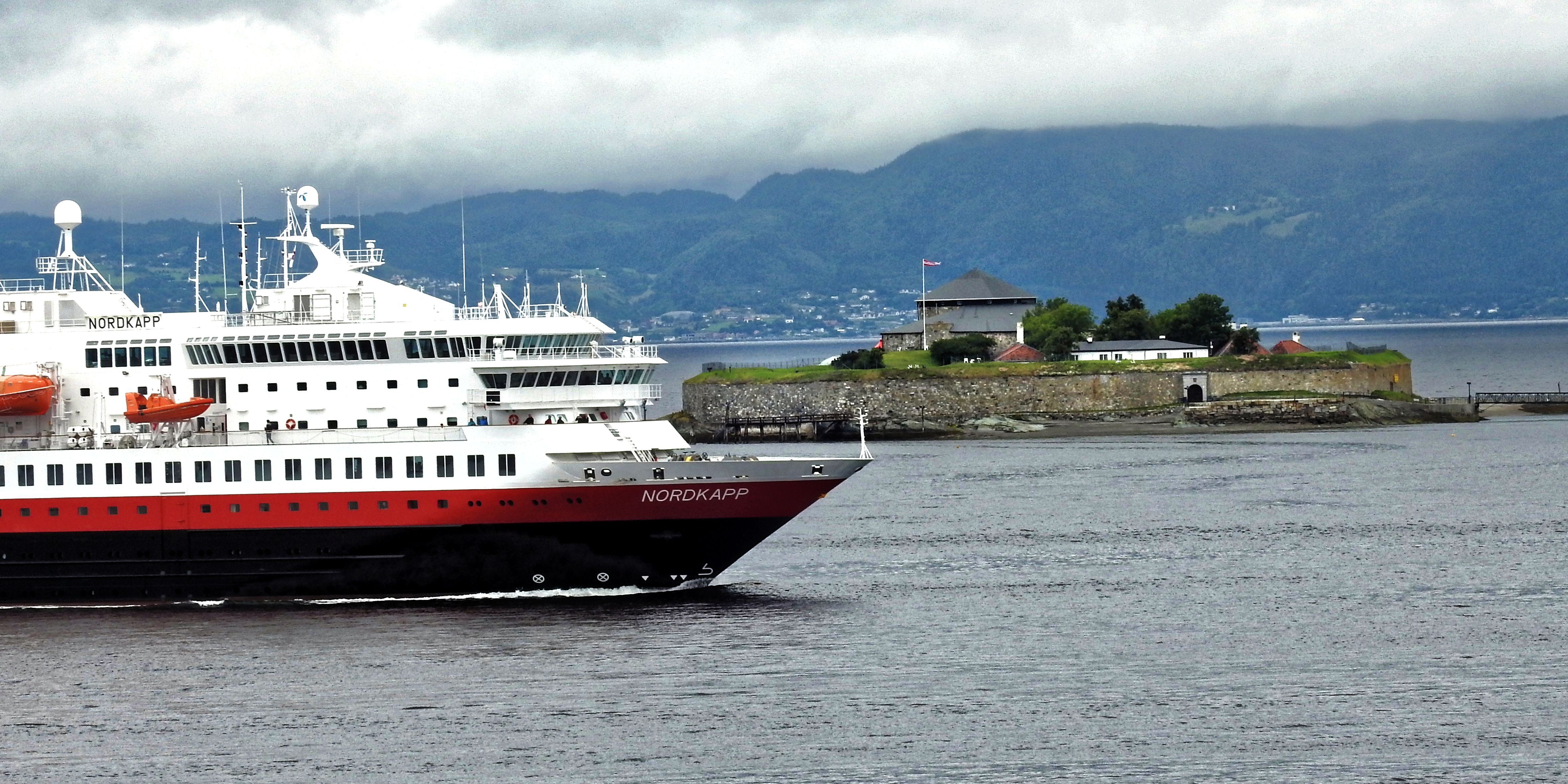
Das Schiff Nordkapp (Hurtigruten) passiert die Insel Munkholmen.

Im Fjord liegt vor der Hafeneinfahrt der Stadt die kleine Insel Munkholmen. Zur Zeit der Christianisierung Norwegens wurde darauf ein Kloster erbaut, das später auch als Munitionslager und Gefängnis benutzt und entsprechend adaptiert wurde. Während der deutschen Besatzung im Zweiten Weltkrieg wurden auf der Insel Fliegerabwehrkanonen errichtet, deren Reste und Fundamente heute noch zu sehen sind. Im Sommer fährt halbstündlich ein Ausflugsboot von der Ravnkloa am Ende der Munkegata im Hafen Trondheims zur Insel, die die Norweger gerne zum Sonnenbaden und Schwimmen nutzen.

### Ringve-Museum

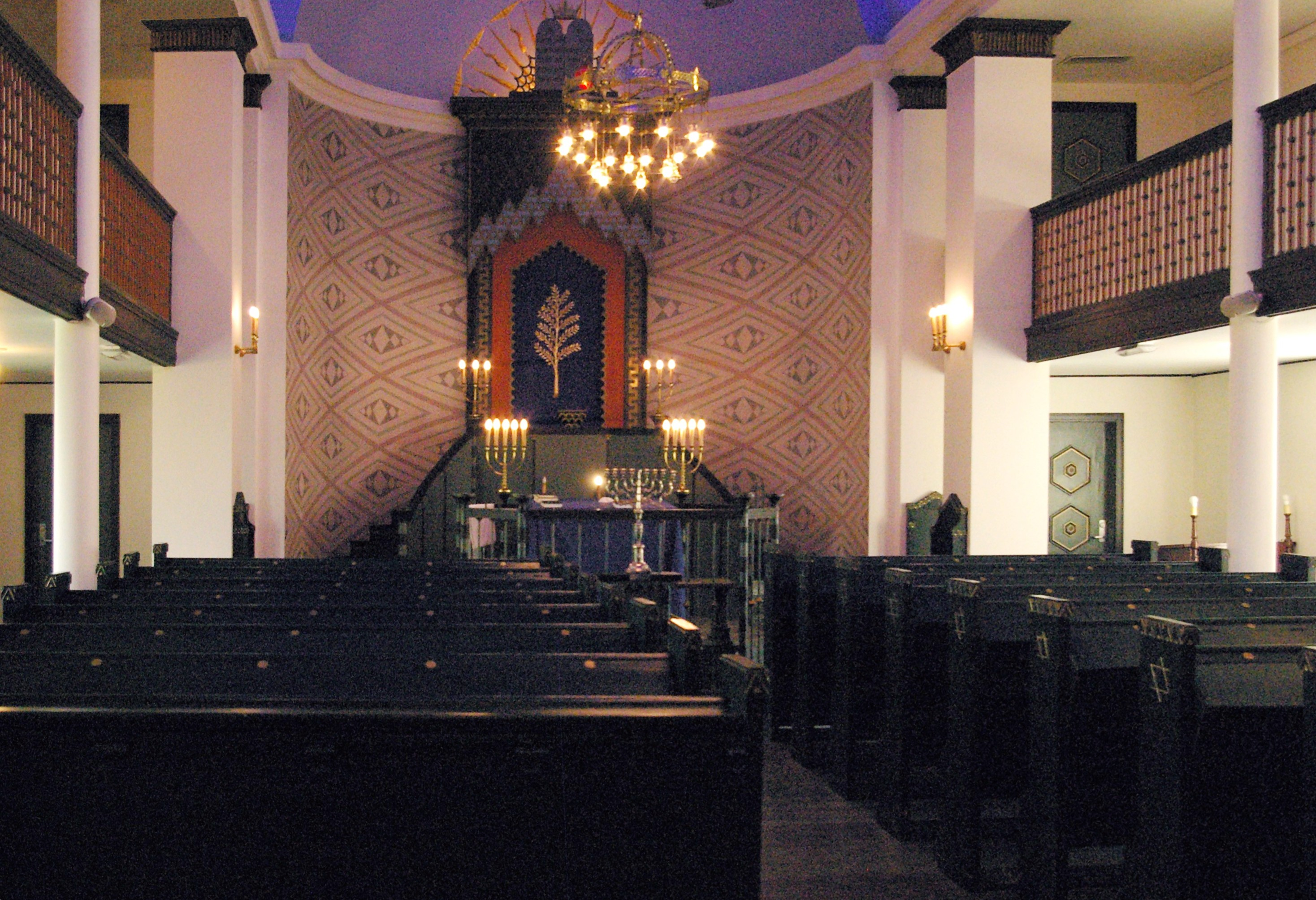
Innenansicht der Synagoge

Das Ringve-Museum ist Norwegens Nationalmuseum für Musik und Musikinstrumente. Es liegt im Stadtteil Lade vor den Toren der Stadt, in einem Botanischen Garten, der von der Technisch-Naturwissenschaftlichen Universität betrieben wird.

### Andere
Weitere Sehenswürdigkeiten sind das Justizmuseum (norw. Justismuseet), der Fernsehturm Tyholttårnet mit einer Aussichtsplattform und einem sich drehenden Restaurant und die Festung Kristiansten auf einer Anhöhe unweit der Altstadt. Die Synagoge von Trondheim zählt zu den nördlichsten der Welt.
Im Stadtteil Ranheim kann man den Bautastein von Ranheim finden.

## Sonstiges

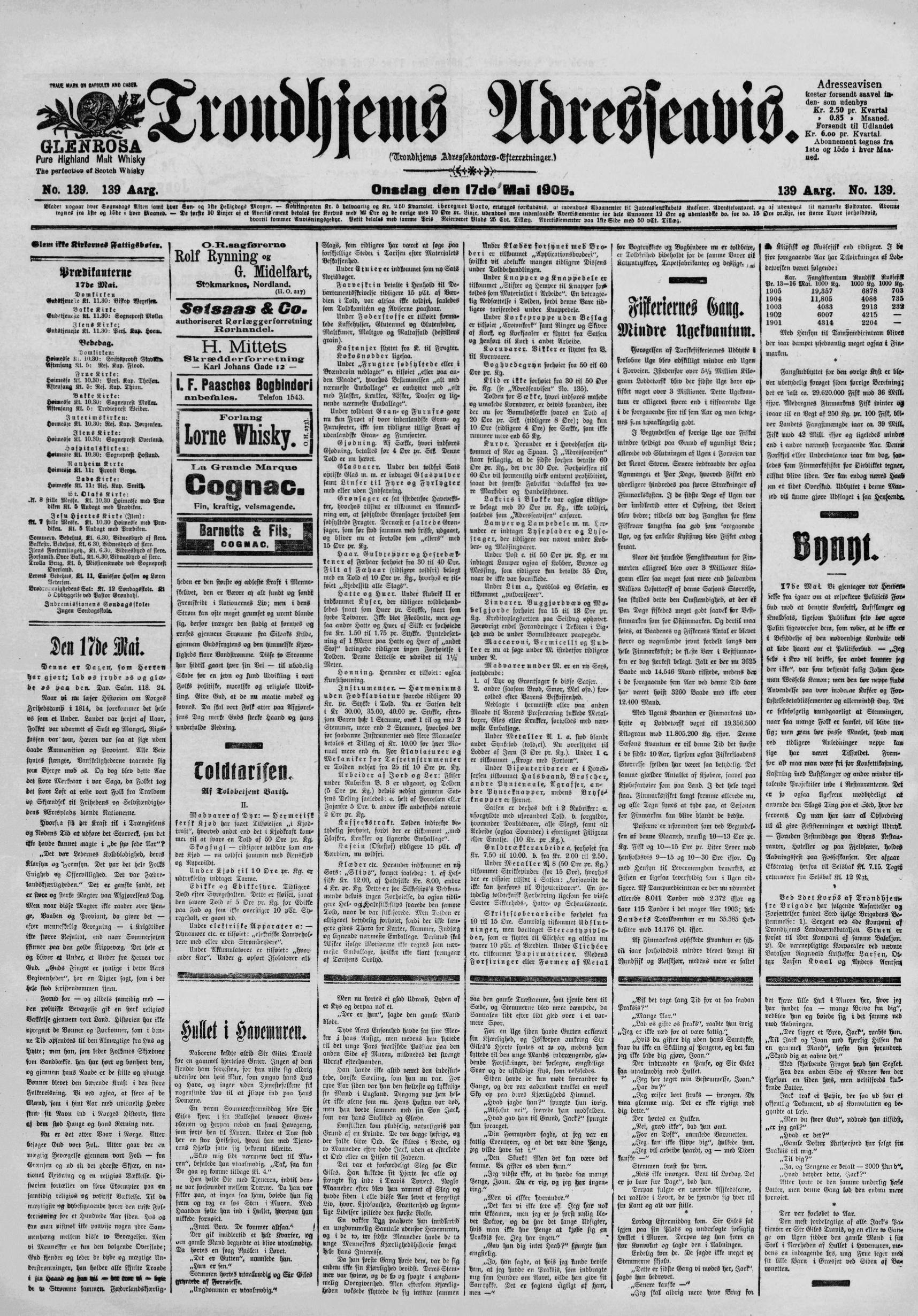
Der Trondhjems Adresseavis hoffte zum Verfassungstag 1905, drei Monate vor der Unabhängigkeit, auf „nationale Erhebung und religiöse Erweckung“.

Die 1767 gegründete Lokalzeitung Adresseavisen ist die älteste Tageszeitung Norwegens, die 1768 gegründete Gunnerus-Bibliothek Norwegens älteste wissenschaftliche Bibliothek.
Die Technisch-Naturwissenschaftliche Universität Norwegens (norw. Norges teknisk-naturvitenskapelige universitet, NTNU) ist mit zirka 20.000 Studenten die wichtigste Universität des Landes und verleiht Trondheim durch den durch sie verursachten niedrigen Altersdurchschnitt der Bevölkerung ein besonderes Flair. Diese Universität, mehrere Hochschulen und Forschungsinstitute wie SINTEF machen Trondheim zu einem der bedeutendsten Forschungs- und Studienorte Skandinaviens. Insgesamt gibt es in Trondheim etwa 30.000 Studenten.
Die höchste Erhebung auf dem Gebiet der Kommune Trondheim ist der Berg Storheia mit 565 Metern ü. NN.
Das Trinkwasser der Stadt kommt größtenteils aus dem nahen Stausee Jonsvatnet.
Nach Trondheim wurde der dem Granit verwandte Naturwerkstein Trondhjemit benannt.

## Sport
Trondheim ist die Heimat des sowohl national als auch international erfolgreichen Fußballvereins Rosenborg.
Einmal im Jahr macht hier der Skisprung-Weltcup Station. Die Sprungschanzen sind Teil des Granåsen skisenter, das sich südwestlich der Stadt befindet. In den Jahren 1997 und 2025 wurden in Trondheim die Nordischen Skiweltmeisterschaften ausgetragen.
Jährlich im Juni beginnt hier das Fahrradrennen Styrkeprøven, auch bekannt als „Trondheim–Oslo“.
Im März 2009 wurde ein Biathlon-Weltcup in Trondheim ausgetragen.

## Verkehr

Fahrradlift in Trondheim
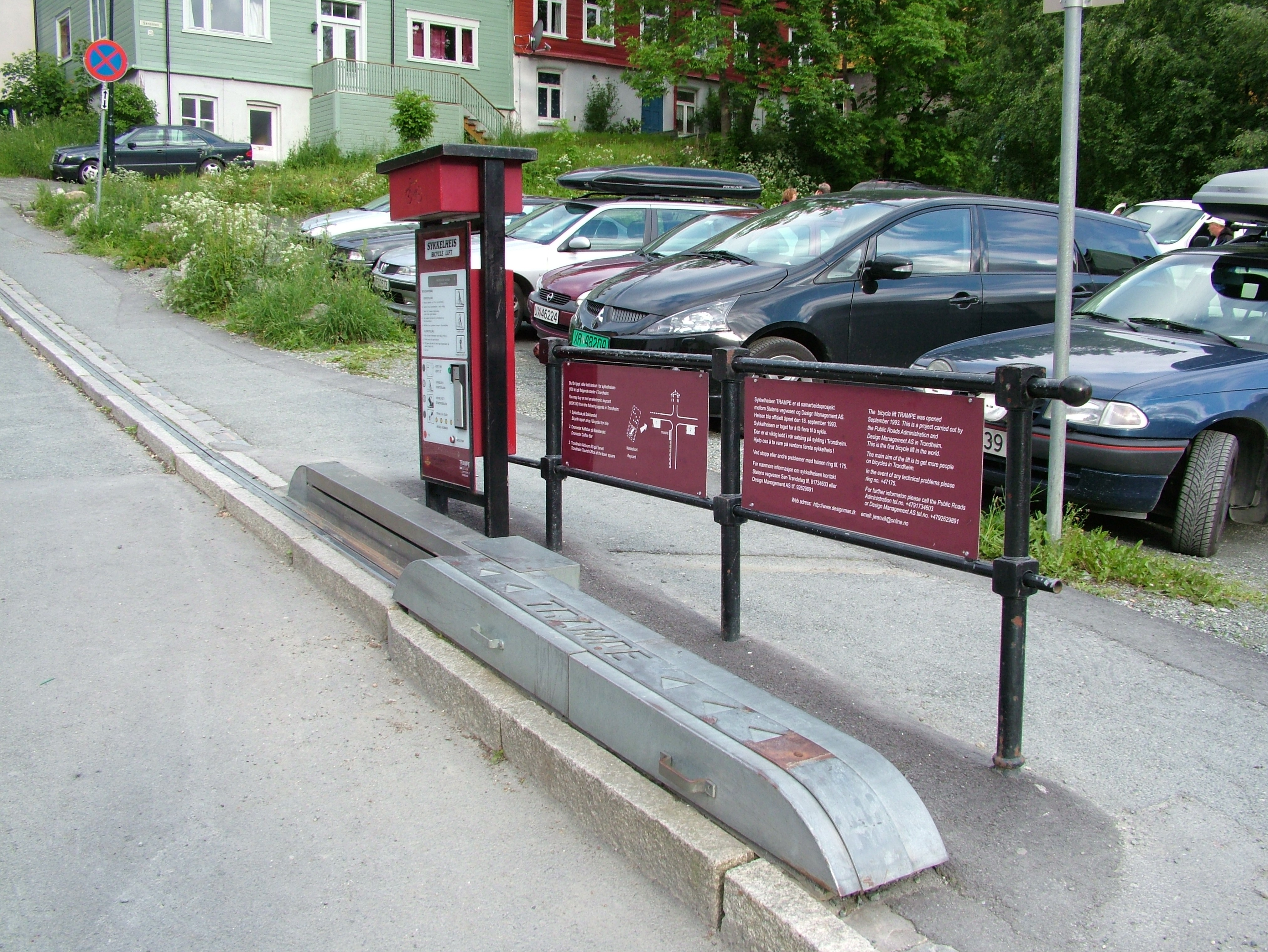
Talstation
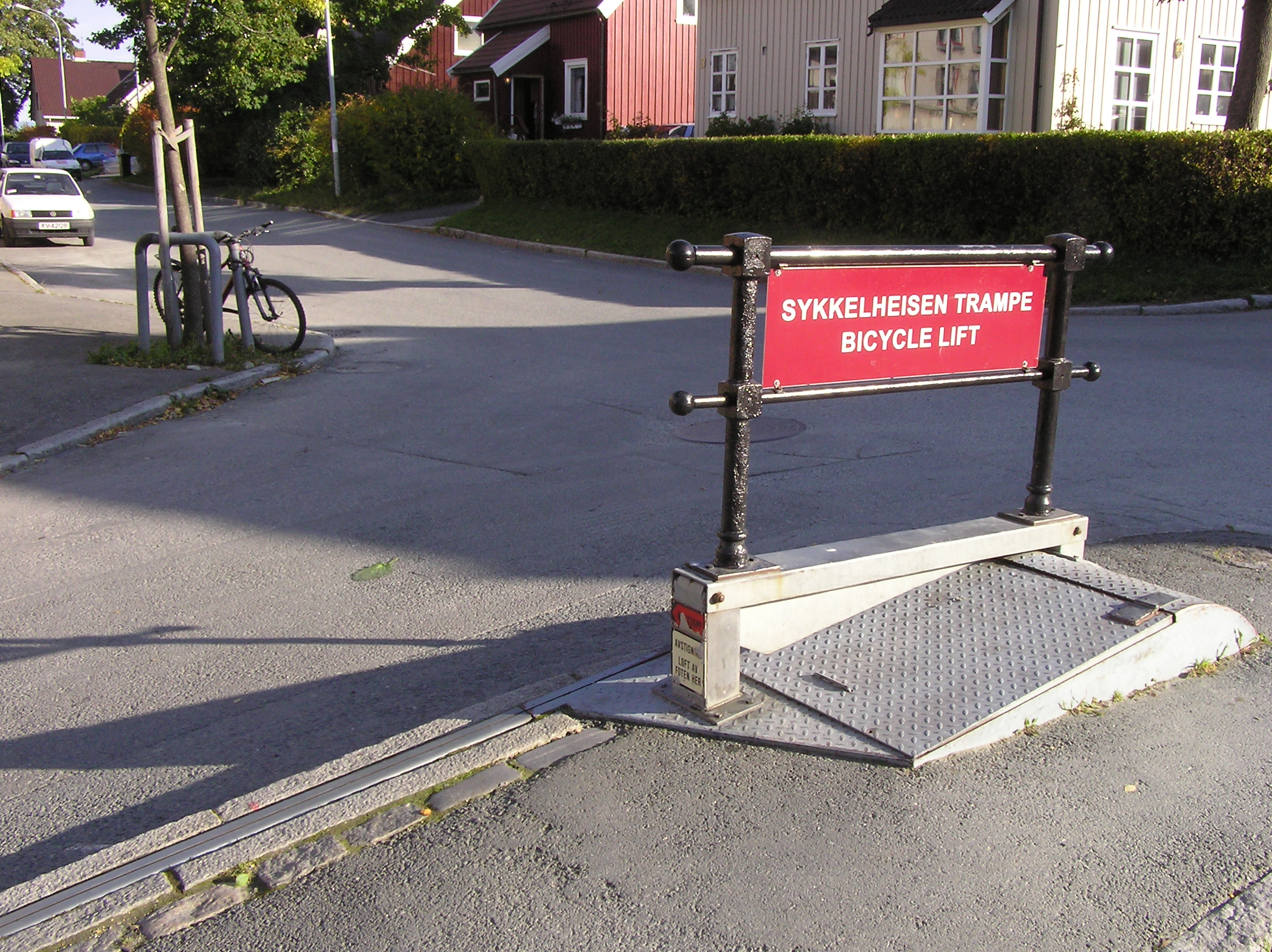
Bergstation
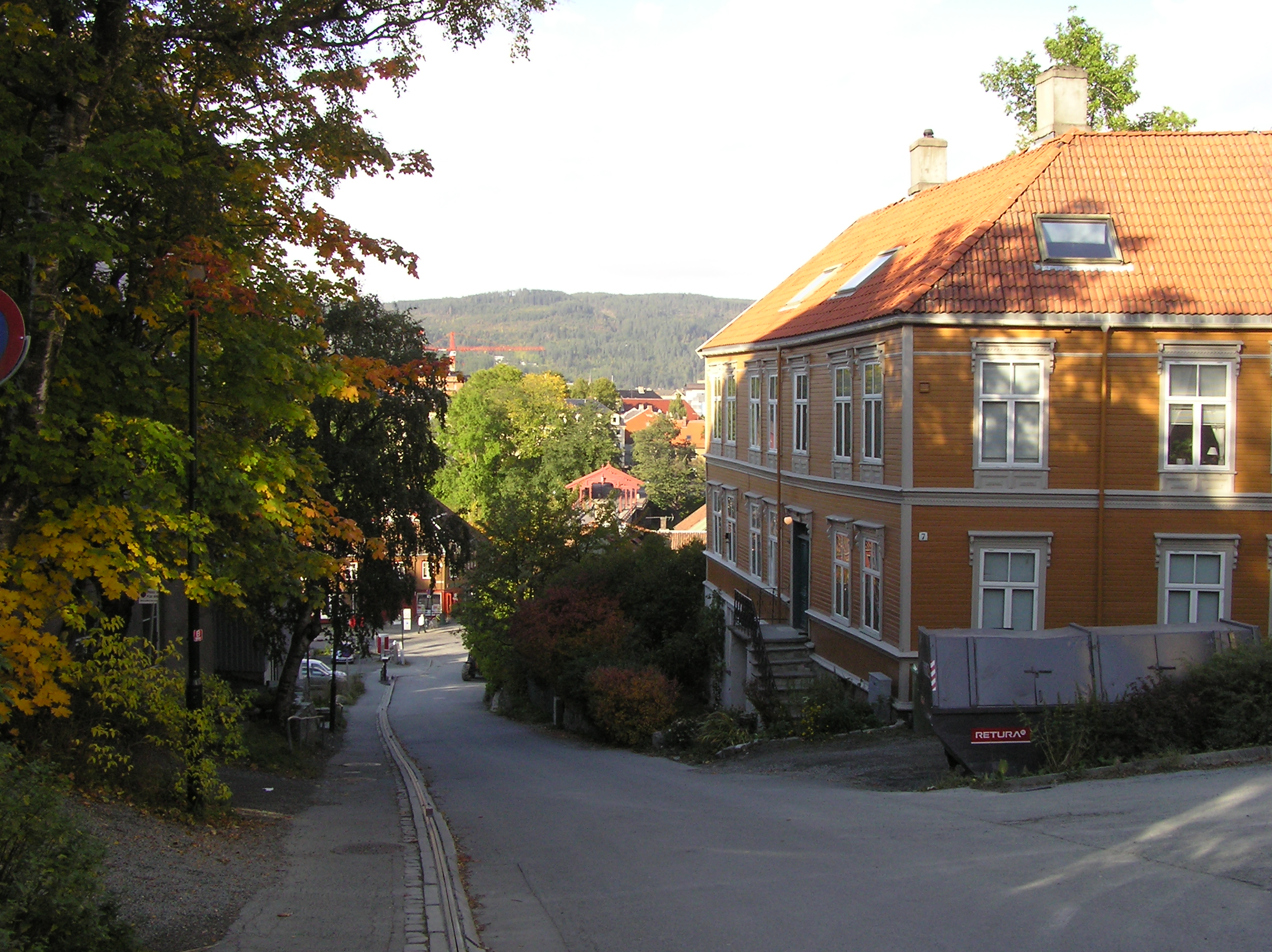
Blick von oben

Das Rückgrat des ÖPNV in Trondheim wird vom Busnetz gebildet, betrieben vom regionalen Verkehrsunternehmen AtB (seit 2009). Im Jahr 2019 wurde sowohl der Fahrzeugpark und das Netz selbst modernisiert, u. a. durch Einführung sogenannter Metrobuslinien mit Doppelgelenkbussen des Typs ExquiCity vom Hersteller Van Hool. Als einzige Straßenbahnlinie existiert die privat betriebene Straßenbahn Gråkallbanen. Trondheim ist Anlegestelle der Schiffe der Hurtigruten und einer Katamaranfähre für den Personentransport, die mehrmals täglich eine schnelle Verbindung nach Kristiansund bietet. Der Flughafen Trondheim-Værnes zählte im Jahr 2018 ca. 4.200.000 Fluggäste. Trondheim ist Endstation der Dovrebahn, die Trondheim mit Oslo verbindet, und der Bahnstrecke Trondheim–Storlien (Meråkerbahn). Züge werden hier von Vy betrieben.
Durch den Fluss Nidelva, den Hafen (UN/LOCODE NO TRD) und verschiedene Kanäle hat Trondheim auch eine größere Anzahl von Brücken unterschiedlicher Konstruktion.

Trondheim hat einen Fahrradlift, der Radfahrer die anfänglich starke Steigung zur Festung hinauf schiebt. Der innerstädtische Verkehr wird zudem unterstützt durch eine Reihe Stationen für Stadtfahrräder (Bysykkel), ähnlich denen in Helsinki.
Für den Individualverkehr wird in Trondheim beim Ein- und Ausfahren in den Innenstadtbereich eine Citymaut erhoben.

## Städtepartnerschaften
Trondheim pflegt Städtepartnerschaften mit
- Dunfermline – Vereinigtes Königreich, seit 1945
- Kópavogur – Island, seit 1946
- Norrköping – Schweden, seit 1946
- Odense – Dänemark, seit 1946
- Tampere – Finnland, seit 1946
- Split – Kroatien, seit 1956
- Vallejo – Vereinigte Staaten, seit 1956
- Graz – Österreich, seit 1964
- Darmstadt – Deutschland, seit 1968
- Petach Tikwa – Israel, seit 1975
- Tiraspol – Moldau, seit 1987
- Klaksvík – Färöer, seit 1987
- Ramallah – Palästinensische Autonomiegebiete, seit 2004

## Persönlichkeiten
Bekannte, in Trondheim geborene Persönlichkeiten sind unter anderem der Komponist Ludvig Mathias Lindeman, der Politiker Jo Benkow, der Schriftsteller Erlend Loe, die Skilangläuferin Marit Bjørgen, Skilangläufer Johannes Høsflot Klæbo sowie der Biathlet Emil Hegle Svendsen.